# Гней Алфидий Орест
Гней Ауфидий Орест или Гней Алфидий Орест (на латински: Gnaeus Aufidius Orestes) e политик на късната Римска република.
Той произлиза от плебейската фамилия Алфидии с когномен Орест и е първият от рода си, който става консул.
През 71 пр.н.е. Орест е избран за консул заедно с Публий Корнелий Лентул Сура. Тази година е краят на третата робска война. Спартак и 6000 от последоваателите му са разпънати на кръст по пътя Виа Апиа между Капуа и Рим.
Той е баща на Аврелия Орестила, която се омъжва за Луций Сергий Катилина.